# Manfred Leuchter

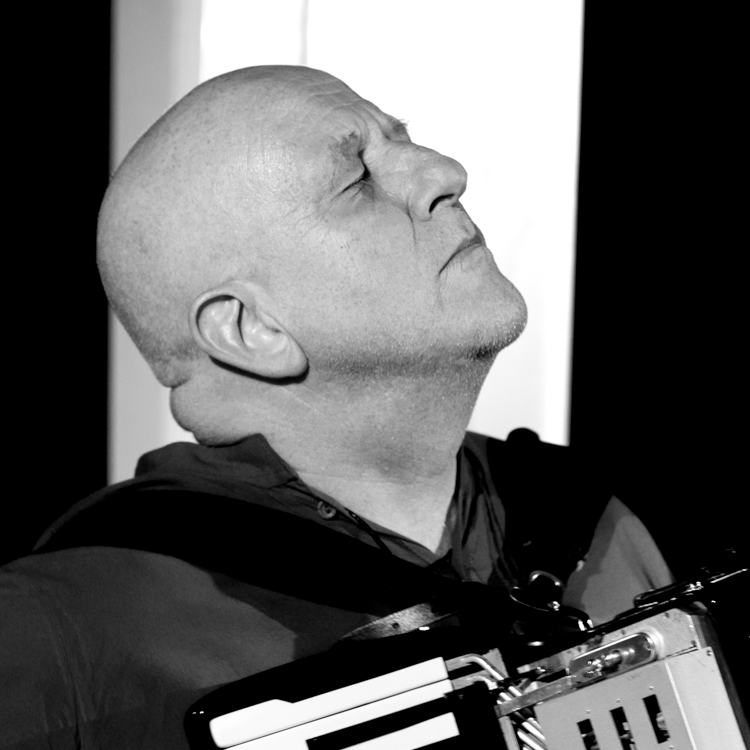
Manfred Leuchter

Manfred Johannes Leuchter (* 15. Juni 1960 in Würselen) ist ein deutscher Akkordeonist, Komponist, Arrangeur und Produzent in den Bereichen Liedermacher, Weltmusik, Pop und Jazz. Dabei mischt er auch afrikanische und orientalische Klangstrukturen mit europäischer Klassik und Jazz.

## Biografie
Leuchter lebte und arbeitete viele Jahre in Aachen und verbrachte längere Zeit in Marrakesch, Marokko. Auf Einladung des Goethe-Instituts unternahm Leuchter mit seiner Band Anfang der 2000er Jahre Konzertreisen durch Indien, Rumänien, Marokko, Syrien, Jordanien, Ägypten, Palästina und den Libanon. Dabei spielte er auch mit Musikern aus Nahost zusammen (u. a. Kinan Azmeh, Dima Orsho, Essam Rafea, Muslim Rahal, Jamal al Saqa, Feras Sharestan/Syrien, Mohamed Najem/Palästina, Driss Maloumi/Marokko). 
Als Gast des syrischen Jazz Fusion Ensembles Hewar konzertierte er in der Elbphilharmonie Hamburg sowie dem Pierre-Boulez-Saal in Berlin. Auch im Rahmen des Morgenland Festivals Osnabrück gab Leuchter Workshops und trat als Akkordeonist und Arrangeur mit Musikern aus Syrien auf.
Seit 2009 hat Leuchter mehrere Alben mit dem aus Schottland stammenden Berliner Gitarristen Ian Melrose aufgenommen und gemeinsame Konzerte als Duo gegeben. Außerdem arbeitet Leuchter als Produzent und Arrangeur verschiedener Künstler, wie beispielsweise Reinhard Mey, dessen Lieder er arrangiert hat und mit dem er gelegentlich auch am Akkordeon oder am Flügel live auf der Bühne stand. Auf Meys Studioalben wie dann mach’s gut, Das Haus an der Ampel oder Nach Haus spielte er weitere Instrumente, zum Beispiel Gitarre, E-Piano, Keyboard, Okarina und Hammondorgel. Leuchter trat außerdem als Komponist von Theatermusik in Erscheinung und spielte als Gast auf Alben von Musikern wie Werner Lämmerhirt.
Seit 2020 wohnt Leuchter im ostbelgischen Kelmis, wo er gelegenttich mit befreundeten Musikern aus seinen internationalen musikalischen Projekten Hauskonzerte veranstaltet.

## Besetzungen
- Duo: Manfred Leuchter (Akkordeon); Ian Melrose (acoustic fingerstyle Gitarre)
- Duo: Manfred Leuchter (Akkordeon); Mohamed Najem (Klarinette);
- Quartett/Quintett: Manfred Leuchter (Akkordeon); Steffen Thormählen (Schlagzeug, Percussion); Antoine Pütz (E-Bass, Gimbri); Sebastian Pottmeier oder Heribert Leuchter (Bass-, Alt-, Sopransaxophon); Christoph Titz (Trompete)

## Diskografie
- Theaterkompositionen (1999)
- Sparito (Quintett 2000)
- Arabesque (Quintett 2001)
- Nomade (Quintett 2003, mit Heribert Leuchter)
- Pas de Trois (Trio mit Afra Mussawisade / Iran und Karim Othman-Hassan / Irak 2004)
- Space (Quintett Live 2004)
- Zina (Quintett 2006)
- Nine days of solitude, The Damascus Session (mit Hewar / Syrien 2007)
- Vis à Vis (Duo mit Ian Melrose, Acoustic Music Records 2009)
- Kein schöner Land (Duo mit Ian Melrose, Acoustic Music Records 2011)
- Carpe Momentum (2012)